# Operation Goodtime
Südliche Salomonen

1942

Tulagi –
Guadalcanal

1943

Operation I –
Operation Vengeance –
Operation SO und SE
Zentral-Salomonen

1943

New Georgia –
Kula-Golf –
Kolombangara –
Vella-Golf –
Dogeared –
Vella Lavella –
Operation SE
Nördliche Salomonen

1943–1945

Treasury-Inseln –
Choiseul –
Kaiserin-Augusta-Bucht –
Bougainville –
Green Islands
Amerikanische Phase

1943

Treasury-Inseln –
Choiseul –
Torokina I –
Kaiserin-Augusta-Bucht –
Koromokina-Lagune –
Piva Trail –
Coconut Grove –
Piva Forks –
Kap St. George –
Koiari –

Hellzapoppin Ridge/Hügel 600A 

1944

Green Islands 

Torokina II 

Australische Phase

Pearl Ridge 

1945

Tsimba Ridge –
Slater’s Knoll –
Hongorai –
Porton Plantage –
Ratsua
Die Operation Goodtime bezeichnet die Landung alliierter Streitkräfte Neuseelands und der Vereinigten Staaten auf den Treasury-Inseln am 27. Oktober 1943 während des Pazifikkriegs im Zweiten Weltkrieg. Die Operation diente als Unterstützung für die bevorstehende Cherryblossom-Landung auf Bougainville.

## Vorgeschichte
Die beiden größten Inseln im Archipel sind Mono und Stirling. Sie trennt nur ein tiefer, 800 Meter breiter Meeresarm mit Namen Blanche Harbor. Die Inseln liegen nur 24 Kilometer südlich der Shortland-Inseln und etwa 50 Kilometer südlich Bougainvilles.
Mono ist eine dicht bewaldete Insel vulkanischen Ursprungs, mit schroffen Gipfeln und Bergen von mehr als 300 Metern Höhe im südlichen Teil. Diese Höhen fallen allmählich in einem sich immer weiter ausbreitenden Fächer zur West-, Nord- und Ostküste hin ab. Die Ufer sind fest, mit wenigen Sümpfen, und das Regenwasser fließt schnell durch tiefe Schluchten ab. Die Insel ist klein, etwa sechs Kilometer von Norden nach Süden und weniger als elf Kilometer in Längsrichtung.
Stirling im Süden ist kleiner und unförmiger mit ziemlich ebenem Gelände. Die Insel ist etwa 6,5 Kilometer lang und variiert zwischen 0,6 und fast 1,6 Kilometer in der Breite. Es gibt mehrere kleine, brackige Seen im Landesinneren, aber die Insel ist leicht zu durchqueren und wäre, wenn sie einmal von ihrem bedeckenden Wald gerodet ist, ein idealer Standort für ein Flugfeld. Im Frühjahr 1942 wurden die Inseln von einer kleinen japanischen Garnison besetzt.

## Planung
In seinem Operationsplan vom 12. Oktober 1943 wies Admiral Halsey Admiral Wilkinson neben anderen Operationen an, die Treasury-Inseln 5 Tage vor der geplanten Landung auf Bougainville einzunehmen und zu halten und die japanischen Streitkräfte zu fangen und zu neutralisieren, sowie deren Einrichtungen zu zerstören. Auf den Inseln sollten Radarstationen und je nach Bedarf Bauten für kleine Fahrzeuge errichtet werden.
Die Einnahme der Inseln war dringend erforderlich, um die auf Vella Lavella  erfolgreich entwickelte Umgehungsstrategie fortzusetzen. Hier sollte vor allem die groß angelegte Landung von General Vandegrifts United States Marine Corps in der Kaiserin-Augusta-Bucht auf Bougainville gedeckt werden. Diese Landung war der nächste Stoß in der umgehenden Bewegung, die darauf abzielte, Rabaul mit geschätzten 24.000 japanischen Soldaten zu isolieren. Die geplante Radarstation war ein unverzichtbarer Bestandteil zum Schutz der Landung auf Bougainville, um vor sich nähernden japanischen Bedrohungen aus der Luft oder zur See zu warnen.
Taktische und versorgungstechnische Überlegungen, sowie eine angemessene Luftunterstützung von bestehenden Flugfeldern, spielten eine große Rolle für die Landungsplanungen sowohl auf den Treasury-Inseln als auch in der Kaiserin-Augusta-Bucht. Erst als die diskutierten Alternativen Choiseul, Kahili und die Shortland-Inseln aufgegeben worden waren, weil deren Verteidigung zu stark war, wurde die Operation Goodtime beschlossen. Admiral Wilkinson wurde die Operationsplanung zugewiesen, General Vandegrift würde alle Landstreitkräfte befehligen. COMAIRSOLS unter General Twining war verantwortlich für die Luftraumüberwachung.
General Barrowclough wurde über diese vorgesehene Aufgabe schon am 20. September informiert, als er mit Admiral Wilkinson verschiedene Phasen der Kampagne nach seiner Ankunft auf Guadalcanal besprach. Er teilte die Aufgabe der 8. Brigade zu, da die 14. Brigade bereits für Vella Lavella vorgesehen war (→ Operation Dogeared), wohin sie drei Tage nach Ankunft der 8. Brigade aufgebrochen war.

### Aufklärungen
Die Inseln waren am 22. und 23. August 1943 vom U-Boot Greenling angelaufen worden, die eine Patrouille der Marines an Land absetzte. Die Marines verbrachten insgesamt sechs Tage auf den Inseln. Sie erkundeten die Gegend, beobachteten die Bewegungen der japanischen Verteidiger und verhörte die Eingeborenen. In letzterem Fall bildeten die loyalen und freundlichen Leute der Treasury-Inseln einen bemerkenswerten Kontrast zu den ansonsten misstrauischen und feindseligen Einwohnern von Bougainville. Weitere Details wurden von geretteten Piloten erhalten, die Mono als sicheres Versteck vorfanden, nachdem ihre Flugzeuge durch die Schäden bei Angriffen auf Buin und die Shortland-Inseln zum Absturz gebracht worden waren. Luftaufnahmen ergänzten diese Informationen aus erster Hand. Die Berichte und Fotos zeigten, dass sich die besten Landungsstrände in Blanche Harbor befanden, an den gegenüberliegenden Ufern von Mono und Stirling. Die einzigen Strände, die für LSTs geeignet waren, befanden sich jedoch auf Mono zwischen dem Fluss Saveke und einem kleinen Vorgebirge bei Falamai Point.
Eine weitere Aufklärung fand am 21. und 22. Oktober statt, als Mono erneut von PT-Booten erkundet wurde. Die Späher berichteten, dass die dortige japanische Garnison nur 225 Mann zählte.

### Vorbereitungen der Landung

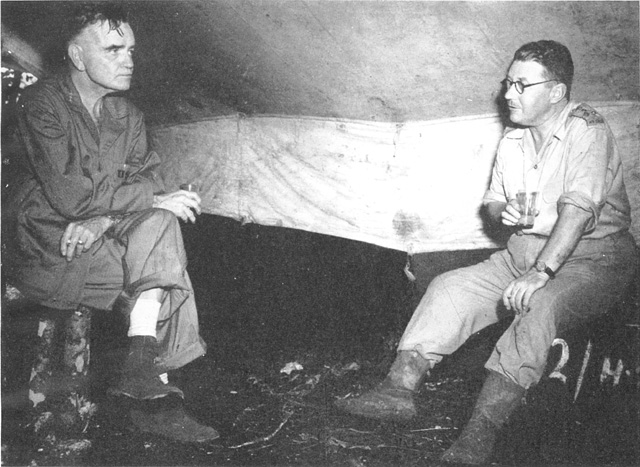
Besprechung der Operation Goodtime zwischen Admiral Halsey und Brigadier Row in einem Zelt auf Guadalcanal

Am 15. Oktober ernannte Admiral Wilkinson Konteradmiral George Fort zum Kommandeur der Southern Force und übertrug ihm das Oberkommando der Operation auf den Treasury-Inseln. Dem I Marine Amphibious Corps (IMAC) war zuvor die Verantwortung für Landoperationen in Verbindung mit der Flotte gegen die Nordsalomonen übertragen worden. Die 8. Brigade der 3. neuseeländischen Division war dem IMAC zugeteilt worden um die Landungen auf den Treasury-Inseln auszuführen. Das Kommando über die Brigade hatte Brigadier Robert A. Row.
Die Planung dieser Landung erforderte absolute Aufmerksamkeit für jedes Detail, damit Truppen, Geschütze, Munition, Verpflegung, Benzin, Öl, Fahrzeuge und technische Ausrüstung in der vorgesehenen Landungswelle von den richtigen Landungsbooten entladen werden konnten in den Zeiten am Strand, die für sie bestimmt waren. Der Mangel an Landungsbooten behinderte noch immer alle amphibischen Operationen. Für diese Operation stand nur das Nötigste an solchen Fahrzeugen zur Verfügung, und Verluste gefährdeten ernsthaft alle zukünftigen Operationen.
Für den Transport der ersten Welle standen lediglich acht APDs (Transporterzerstörer), zwei LSTs, drei LCTs und acht LCIs zur Verfügung. Mit den verfügbaren Fahrzeugen war es unmöglich, mehr als eine minimale Anzahl von Truppen und Vorräten für die erste Landung nach vorne zu bringen. Von der insgesamt verfügbaren Streitmacht von 6574 Soldaten (4608 Neuseeländer und 1966 US-Marines) konnten nur 3795 für den ersten Angriff untergebracht werden, während der Rest in vier aufeinanderfolgenden Wellen, eine alle fünf Tage, anlanden musste. Die Bataillonsstärken wurden auf jeweils 600 Mann und ihr Transport auf zwei Lastwagen und vier Jeeps reduziert.

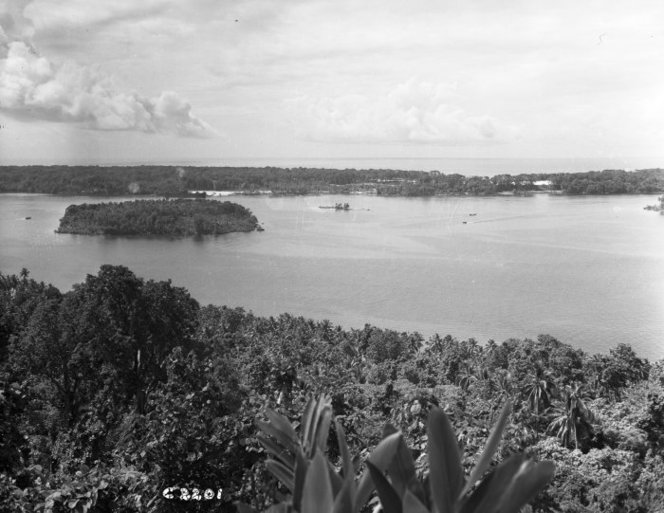
Blick von Mono über Blanche Harbor auf Stirling

Nur ein Gebiet auf den Treasury-Inseln war für eine Landung schwerer LSTs geeignet, die Erdbewegungsfahrzeuge, Transporteinheiten, Geschütze und gewichtige Vorräte transportierten. Dies waren die Sandstrände einer kleinen Landzunge bei Falamai an der Küste von Mono, ca. 3 Kilometer vom westlichen Eingang nach Blanche Harbor entfernt und dicht neben dem Hauptquartier der japanischen Garnison. Eine weitere Landungseinheit sollte auf Stering an Land gehen, um dort Feldartillerie zur Deckung der Infanterie auf Mono zu postieren. Zudem könnten Gebiete auf Stirling als Stellungen für Flugabwehrgeschütze genutzt werden, die Blanche Harbor abdecken. Eine weiter kleinere Einheit war für den Norden von Mono zum Bau der Radarstation vorgesehen. Dies barg allerdings ein Risiko, da die 8. Brigadegruppe zwischen den Landungseinheiten aufgeteilt werden müsste.
Zwischen dem 14. und 17. Oktober übte die 8. Brigade die Landungen und Entladungen auf der Insel Florida, nordöstlich von Guadalcanal gelegen. Dazu wurden vier APDs und acht LCIs verwendet. Der Wert dieser Ausbildung zeigte sich wenige Tage später, als das Verladen von Nachschub und die Einschiffung der Truppen für die Operation Goodwill ohne Zwischenfälle verliefen.

## Die Landungen
Konteradmiral George H. Fort, Befehlshaber der 5th Amphibian Group, überwachte die Landungen. Die Landungseinheiten wurden in drei Wellen, mittels acht APDs, acht LCIs, zwei LCTs und acht LCMs an die Strände gebracht. Die langsameren LSTs und LCMs fuhren zuerst am 23. und 24. Oktober und wurden am nächsten Tag von den LCIs gefolgt. Die APDs setzten dann am 26. Oktober Kurs auf die Treasury-Inseln. Eskortiert wurden die Schiffe von den Zerstörern Renshaw, Cony, Conway, Pringle, Eaton und Philip. Erstmals wurden zwei mit Kanonen bewaffnete Infanterie-Landungsboote eingesetzt. Dies waren die ersten derart modifizierten Fahrzeuge im Pazifik. Die Eaton lieferte die Anweisungen für die Jagdflugzeuge, die pünktlich um 6:00 Uhr mit 32 Jägern über den Inseln erschienen, während die Pringle und die Philip die Landeplätze beschossen.

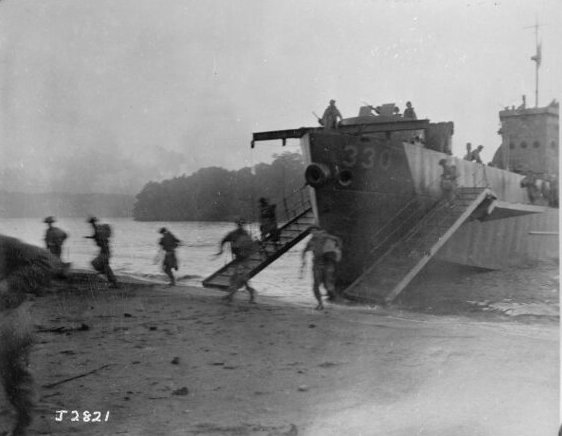
Neuseeländische Einheiten landen auf Mono

Die Süd-Landungsgruppe traf im Morgengrauen des 27. Oktober an der östlichen Einfahrt von Blanche Harbor zwischen Mono und Stirling ein. Sie wurde von einem japanischen Flugzeug entdeckt, als sie sich den Inseln näherte. Trotzdem waren die Japaner auf den Inseln überrascht von der Landung. Ein kleiner neuseeländischer Voraustrupp hatte kurz vor der Landung die japanischen Kommunikationsleitungen ins Hinterland zerschnitten.
Bei nur geringem Widerstand erreichten die Einheiten den Strand auf Mono. Allerdings geriet ein Panzerlandungsschiff aus einem versteckten Bunker unter schweres Maschinengewehrfeuer im Moment, als es die Bugrampe senkte. Die Neuseeländer an Bord setzten einen Bulldozer der Seabees in Fahrt und benutzten seine Schaufel als Deckungsschild, um an den Bunker vorzurücken, den sie dann unter Korallensand begruben.
Auch die Landung auf Sterling verlief problemlos. Nachdem die Artilleriegeschütze aufgestellt und ausgerichtet waren, begannen sie in das Hinterland von Mono zu feuern. Patrouillen durchsuchten die Insel nach Japanern, aber sie fanden niemanden. Sterling wurde am Abend des Tages für sicher erklärt.
Aus dem Dorf Falamai auf Moro feuerten Japaner mit automatischen Waffen. Zwei Bataillone der Neuseeländer landeten östlich der Saveke-Mündung weniger als 800 Meter westlich von Falamai. Die Japaner wurden an der Flussmündung und im Dorf eingeschlossen. Der Brückenkopf geriet bald unter Artillerie- und Mörserfeuer, als die beiden Bataillone die Anhöhe um Falamai räumten und für die Nacht einen Schutzkreis errichteten.
Obwohl sie überrascht worden waren, reagierten die Japaner mit ihrer gewohnten Schnelligkeit. Am Nachmittag begannen die Luftangriffe. Ein erster Angriff wurde von 25 Aichi D3A Val Sturzkampfbombern durchgeführt. Sie verloren jedoch zwölf Maschinen an die alliierte Flakfeuer- und Jägerdeckung und fügten dem Zerstörer Cony im Gegenzug mit zwei Bombentreffern nur geringen Schaden zu. Ein Großteil der japanischen Garnison wurde am ersten Tag zerstört und die Verluste der Alliierten waren sehr gering.
Fast in jeder der folgenden Nächte wurden die Inseln von japanischen Bombern attackiert, die aber nur sehr geringe Schäden anrichteten.
Zeitgleich mit den Hauptlandungen fand eine weitere Landung im Dorf Soanotalu an Monos zentraler Nordküste statt. Dort ging eine neuseeländische Infanteriekompanie, genannt Logan Force, nach ihrem Kommandanten Major G. W. Logan, die eine Luftwarnradareinheit der US-Navy eskortierte. ohne Widerstand an Land. Das Radar konnte schnell aufgebaut und einsatzbereit gemacht werden, um vor Luftangriffen von japanischen Luftwaffenstützpunkten auf den Inseln Bougainville und Neubritannien zu warnen. Am 29. Oktober kam es zu einem Kampf mit 20 Japanern, der bis in die Abenddämmerung dauerte. Fünf Japaner verloren dabei ihr Leben und der Rest floh in die beginnende Dunkelheit. Die Neuseeländer und Amerikaner hatten keine Verluste.
Der befürchtete Gegenangriff von den Shortland-Inseln oder aus Bougainville war ausgeblieben, und als am 1. November die große Landung in der Kaiserin-Augusta-Bucht auf Bougainville begann, war kaum mit weiteren Lufteingriffen zu rechnen. Mit ziemlicher Sicherheit würden die amerikanischen Landungen dort die Japaner daran hindern, einen Versuch zu unternehmen, die Treasury-Inseln zurückzuerobern.

### Kampf bei Soanotalu
Zu diesem Zeitpunkt deuteten alle Anzeichen darauf hin, dass sich die Japaner über die Insel von Falamai nach Ulapu zurückzogen – das Gebiet unmittelbar westlich von Soanotalu. Mit der Aussicht auf eine größere Aktivität in diesem Sektor verstärkte das Brigadehauptquartier die Logan Force mit Einheiten von Stirling. Diese trafen am Morgen des 30. Oktober bei Tagesanbruch ein und brachten Nachschub an Mörsermunition. Die Japaner schienen ihre Soldaten im Westen konzentriert zu haben. Aus erbeuteten feindlichen Tagebüchern ging hervor, dass sie den Tag damit verbracht hatten die neuseeländischen Stellungen auszukundschaften. Nach der Lektüre stellte sich heraus, dass die Erkundungen genau und gut ausgeführt waren.

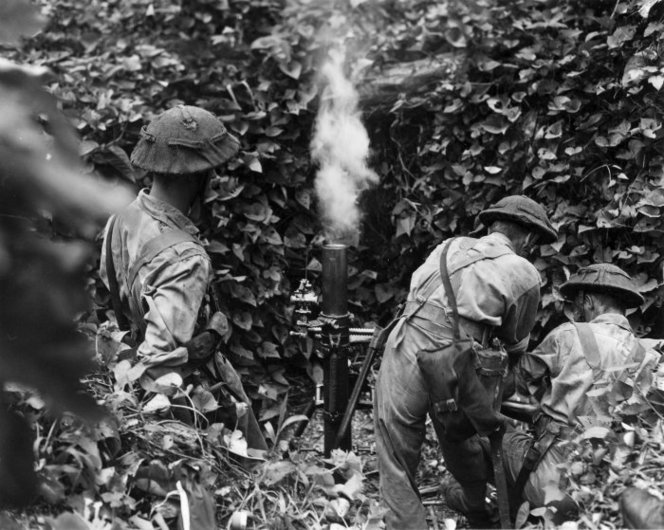
Neuseeländer mit Mörser auf der Insel Mono

In der Nacht zum 2. November hatten die Japaner einen Angriff auf die Neuseeländer bei Soanotalu unternommen und waren mit schweren Verlusten zurückgeschlagen worden. Die Hauptschlacht um Soanotalu entwickelte sich am westlichen Rand kurz nach Einbruch der Dunkelheit am 1. November. Das Hauptquartier wurde informiert, dass in der Umgebung eine große Zahl Japaner gesichtet wurden. Dann kam es zu sporadischen Kämpfen. Kurz darauf war das Telefon tot. Die Japaner setzten Granaten, Maschinengewehre und Mörser ein. Die Kämpfe dauerten die ganze Nacht, mit dem Höhepunkt kurz nach Mitternacht. Auch die östliche Flanke wurde bedroht. Der am Strand liegende Lastkahn stellte eine der wenigen verbliebenen Fluchtmöglichkeiten für die Japaner dar. Daher bemühten sie sich mit aller Macht die Kontrolle über den Strand zu erlangen. Nach Schätzungen waren etwa 70 bis 100 Japaner am Kampf beteiligt. Am schwerstem umkämpft war das am Strand stehende, von Neuseeländern besetzte Blockhaus. Einige Japaner schafften es tatsächlich den Lastkahn zu erreichen, wurden aber am nächsten Morgen darin tot aufgefunden. Immer wieder wurde mit Granaten und Gewehrfeuer auf das Blockhaus geschossen, doch um 4:30 Uhr leistete es immer noch Widerstand. Der Angriff flaute dann ab, aber mehrere Japaner, darunter Scharfschützen, blieben bis zum Morgengrauen am Strand. Zwei wurden gesichtet und getötet. Bei Tageslicht ging eine Patrouille zum Strand hinunter. Auf dem Weg dorthin erschossen sie einen weiteren Scharfschützen. Am Strand fanden sie 26 tote Japaner. Insgesamt wurden 50 Japaner durch die nächtlichen Kämpfe getötet; 26 am Strand, 15 an der westlichen Flanke und neun an der östlichen Flanke. Es wurden keine Verwundeten gefunden. Die Alliierten hatten drei Männer verloren.

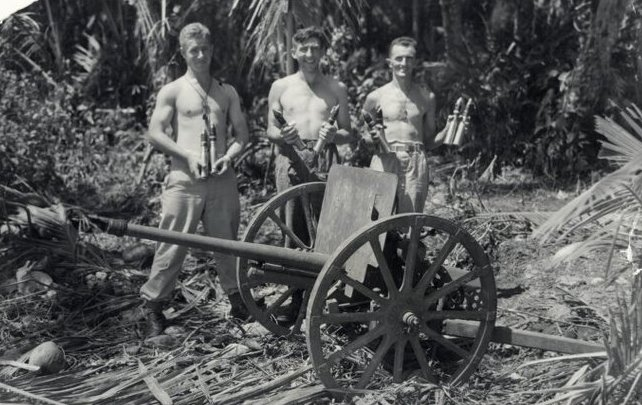
Neuseeländer präsentieren eine erbeutete japanische Artilleriekanone

Um die Japaner daran zu hindern, an die nördlichen Strände von Mono zu fliehen, wurden am 2. November weitere Patrouillen in Richtung Soanotalu geschickt. Die Wahrscheinlichkeit, dass sie in der nächsten Nacht ihre Aufmerksamkeit auf den noch besseren Strand von Malsi richten würden, war mehr als gut, um auszubrechen. Außerdem befanden sich hier eine Reihe von einheimischen Kanus, mit denen sie hätten entkommen können. Doch die folgende Nacht blieb ruhig.
Am 12. November hatten die Neuseeländer die Insel komplett besetzt. In den verschiedenen Aktionen wurden insgesamt 205 japanische Tote gezählt; die Neuseeländer machten 8 Gefangene. Es ist zweifelhaft, dass ein Japaner der Insel mit einem einheimischen Kanu oder schwimmend entkommen ist. Außerdem wurden alle feindlichen Waffen, Ausrüstung und Rationen auf der Insel erbeutet. Die alliierten Verluste betrugen insgesamt 40 tote und 145 verwundete Neuseeländer. Zwölf Amerikaner wurden getötet und 29 verwundet.

## Bau des Flugfelds

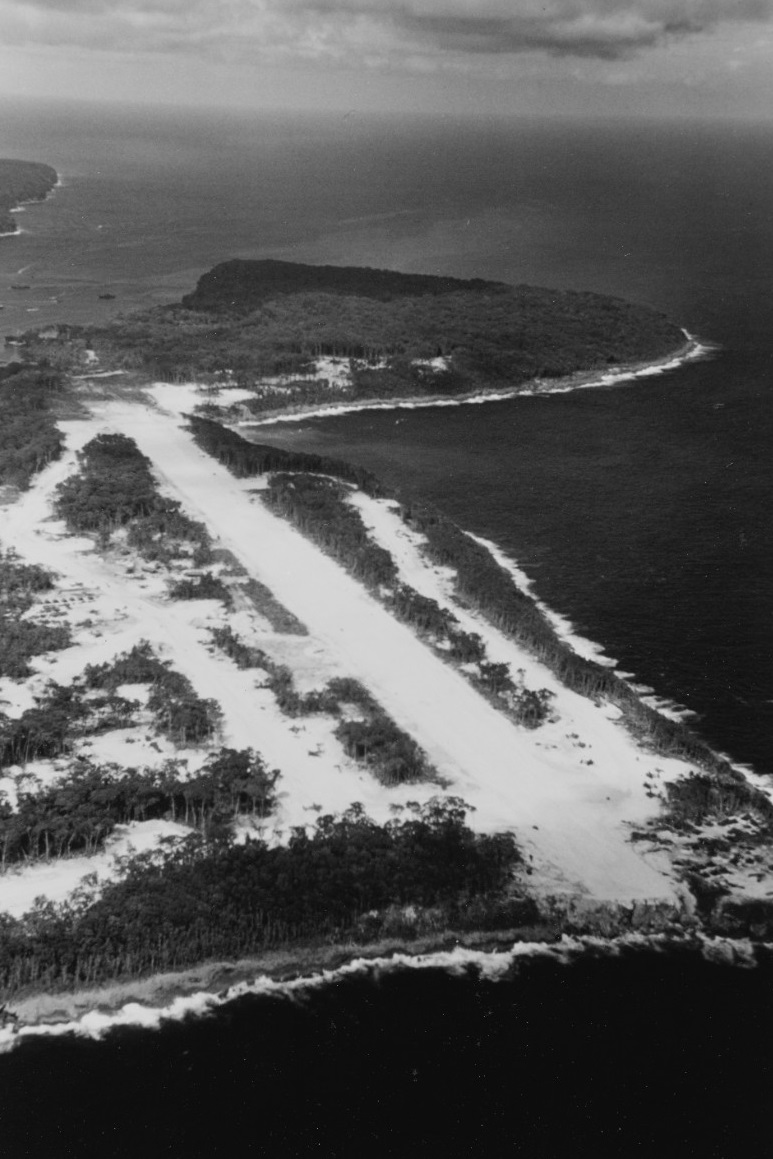
Stirling Flugfeld am 23. Januar 1944

Am 5. November meldete ein Trupp des 87th Naval Construction Bataillon der Seabees, dass Stirling für den Bau eines Flugfeldes für Jagdflugzeuge geeignet sei. Daraufhin bekamen sie den Befehl, das Gebiet genauer zu erkunden, um herauszufinden ob es ebenso für Bomber geeignet wäre. Dies konnte einige Tage später bejaht werden und am 29. November begann mit der Planierung der Landebahn der Bau des Flugfelds.
Die Planungen sahen eine 1,2 Kilometer lange Rollbahn für Jagdflugzeuge vor, die am 10. Januar 1944 fertiggestellt sein sollte, sowie eine Bahn für Bomber mit einer Länge von 1,8 Kilometern, fertig zu stellen am 1. Februar 1944. Die Seabees konnten jedoch deutlich schneller Vollzug melden. Die Landebahn für die Jäger war zu Weihnachten 1943 fertiggestellt und die Bomberbahn am 2. Januar 1944. Nachdem auch alle Infrastruktur des Flugfelds errichtet worden war, wurde die Bomberbahn auf 2,1 Kilometer verlängert.
Für die Stationierung von Torpedoschnellbooten wurden Anlegestellen gebaut und eine vorgeschobene Marinebasis. Die Treasury-Inseln unterstützten bis 1944 die Kampagnen im nördlichen Teil der Salomonen und im Bismarck-Archipel.

## Weitere Ereignisse
In der ersten Märzwoche 1944 gab es eine Warnung, dass die Japaner einen Großangriff auf die amerikanische Front auf Bougainville planten und dass dies möglicherweise mit einem Versuch die Treasury-Inseln zurückzuerobern zusammenfallen könnte, Der angedrohte Angriff auf Bougainville fand zwar statt, aber die Japaner hatten kein Interesse an den besetzten Inseln.
Am 14. März wurde die 8. Brigade gewarnt, sich 48 Stunden im Voraus bereitzuhalten, um an einer groß angelegten Invasion einiger von Japan gehaltener Inseln weiter nördlich teilzunehmen. Die Vorbereitungen dazu wurden begonnen, dann wurde kurz darauf die ganze Operation aber abgebrochen.
Ein spektakuläres Schauspiel bot sich den Soldaten eines Nachts, als sie vom Strand von Malsi aus beobachteten, wie eine amerikanische Seestreitmacht das Gebiet von Faisi in den nahen Shortland-Inseln beschoss.
Am 19. Mai wurde die 8. Brigade bei Einbruch der Dunkelheit in Blanche Harbor auf dem Truppentransporter Mormachawk eingeschifft und nach Noumea verlegt. Kurz vorher waren weitere amerikanische Einheiten zur Ablösung eingetroffen. Gegen Ende des Jahres 1944 war ein Großteil der Basis abgebaut worden und wurde im März 1945 aufgelöst. Wartungspersonal verblieb noch bis Juni auf den Inseln.